# قلب رازگو (فیلم ۱۹۵۳)
«قلب رازگو» (انگلیسی: The Tell-Tale Heart (1953 film)) یک فیلم کوتاه پویانمایی است که در سال ۱۹۵۳ منتشر شد.